# Demônios da Garoa
Demônios da Garoa (litt. « Démons de la bruine ») est un groupe de samba brésilien formé à São Paulo en 1943,.
Les membres ont puisé leurs influences dans diverses sources culturelles pour construire leurs propres caractéristiques. Leur histoire musicale s'est développée lorsqu'ils ont rencontré Adoniran Barbosa, l'un des compositeurs les plus importants de la musique populaire brésilienne : en 1949, ensemble ils étaient considérés comme une incarnation des mouvements socioculturels de l'époque.
Demônios da Garoa a bâti sa réputation en chantant de la samba au cours d'une carrière de 80 ans célébrés en 2023. En 1994, il est devenu le groupe le plus ancien d'Amérique latine, ce qui constitue un record du Guinness World Records Brésil, en plus d'être l'un des principaux groupes de samba de São Paulo.
Trem das Onze est le plus grand succès du groupe, aux côtés de titres tels que Iracema, Saudosa Maloca, O Samba do Arnesto, As Mariposas, Tiro ao Álvaro, Ói Nóis Aqui Trá Veiz, Vila Esperança et Vai no Bexiga pra Ver.
Le groupe a sorti plus de 70 albums, vendu plus de 30 millions d'exemplaires et donné environ 11 000 concerts.

## Membres

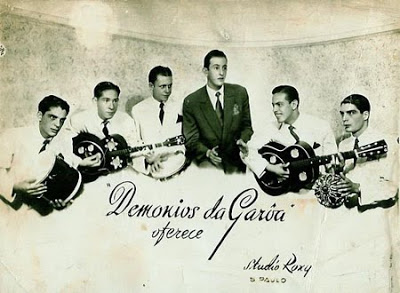
Le groupe, dans l'une de ses premières formations, au début des années 1940.

### Membres actuels
- Dédé Paraízo
- Everson Pessoa
- Ricardo Rosa
- Sergio Rosa

### Formation originale
Selon le Dicionário Cravo Albin da Música Popular Brasileira, les cinq membres originaux sont :
- Francisco Paulo Gato
- Artur Bernardo
- Arnaldo Rosa
- Antônio Gomes Neto (Toninho)
- Cláudio Rosa

### Anciens membres
Selon le Dicionário Cravo Albin da Música Popular Brasileira, parmi les anciens membres se trouvent :
- Antônio Espanha (Boi)
- Benedito Espanha (Dito)
- Bruno Michelucci
- Cláudio (Esquerdinha)
- Ivan Pires Augusto
- Izael Caldeira (Iza ; « Catraca »)
- Narciso Trevilatto
- Osvaldinho da Cuíca
- Oswaldo Barro
- Roberto Barbosa (Canhotinho)
- Simbad
- Ventura Ramirez
- Waldemar Pezuol
- Zenésio Marques
- Zezinho

## Discographie
- É Preciso Seguir (2022)
- Ao Vivo no Rio Grande do Sul (2022)
- Um Samba Diferente (2014)
- Vem Cantar Comigo (2012)
- Demônios da Garoa e Amigos (2008)
- Demônios da Garoa Ao Vivo (2006)
- 60 Anos Ao Vivo (2004)
- Reviva (2001)
- 55 Anos de Garoa (1999)
- Ao Vivo (1997)
- Hoje (1995)
- 50 Anos (1994)
- Esses Divinos Demônios da Garoa (1990)
- O Samba Continua (1980)
- 34 Anos de Música Brasileira (1977)
- Samba do Metrô (1975)
- Torre de Babel (1974)
- Abre a Gira (1973)
- Eu Sou de Lá (1972)
- Aguenta a Mão, João (1971)
- Sai de Mim, Saudade (1971)
- Doido Varrido (1969)
- Ói Nóis Aqui Tra Veis (1969)
- É de Samba Vol. 2 (1968)
- É de Samba (1968)
- Leva Este (1968)
- Eu Vou Pro Samba (1965)
- Trem das 11 (1964)
- Mas Demônios Que Nunca (1962, Argentina)
- Demônios em Sambas Infernais (1961)
- Pafunça (1958)
- Demônios da Garoa (1957)
- Saudosa Maloca (1957)

## Plus grands succès
- 1951 - Malvina
- 1955 - O Samba do Arnesto
- 1955 - Saudosa Maloca
- 1956 - Iracema
- 1964 - Iracema (réenregistrement)
- 1964 - Trem das Onze
- 1985 - A Vida É Dura (thème d'Ari dans les deux versions du feuilleton Ti Ti Ti)
- 1994 - Seu Querer